# Pliensbach
| okres / system                         | epoka / oddział   | wiek / piętro | Wiek (mln lat) |
| -------------------------------------- | ----------------- | ------------- | -------------- |
| kreda                                  | wczesna           | berrias       | młodsze        |
| jura                                   | górna (malm)      | tyton         | 145,0–152,1    |
| jura                                   | górna (malm)      | kimeryd       | 152,1–157,3    |
| jura                                   | górna (malm)      | oksford       | 157,3–163,5    |
| jura                                   | środkowa (dogger) | kelowej       | 163,5–166,1    |
| jura                                   | środkowa (dogger) | baton         | 166,1–168,3    |
| jura                                   | środkowa (dogger) | bajos         | 168,3–170,3    |
| jura                                   | środkowa (dogger) | aalen         | 170,3–174,1    |
| jura                                   | wczesna (lias)    | toark         | 174,1–182,7    |
| jura                                   | wczesna (lias)    | pliensbach    | 182,7–190,8    |
| jura                                   | wczesna (lias)    | synemur       | 190,8–199,3    |
| jura                                   | wczesna (lias)    | hettang       | 199,3–201,3    |
| trias                                  | późny             | retyk         | starsze        |
| Podział jury według ICS, sierpień 2012 |                   |               |                |

Pliensbach (ang. Pliensbachian)
- w sensie geochronologicznym: trzeci wiek wczesnej jury, trwający według przyjmowanego do 2012 roku przez Międzynarodową Komisję Stratygrafii podziału jury około 6,5 miliona lat (od 189,6 ± 1,5 do 183,0 ± 1,5 mln lat temu)[1]; w roku 2012 Komisja poprawiła datowanie na od 190,8 ± 1,0 do 182,7 ± 0,7 mln lat temu[2]. Pliensbach jest młodszy od synemuru a starszy od toarku.
- w sensie chronostratygraficznym: trzecie piętro dolnej jury, wyższe od synemuru a niższe od toarku. Stratotyp dolnej granicy pliensbachu znajduje się w okolicy Bay Town koło Whitby nad Zatoką Robin Hooda (Yorkshire, Anglia). Granicę określono na podstawie pierwszego pojawienia się zespołu amonitowego Bifericeras donovani i Apoderoceras sp.

Nazwa piętra (wieku) pochodzi od miejscowości Pliensbach w Wirtembergii (Niemcy).

## Fauna pliensbachu

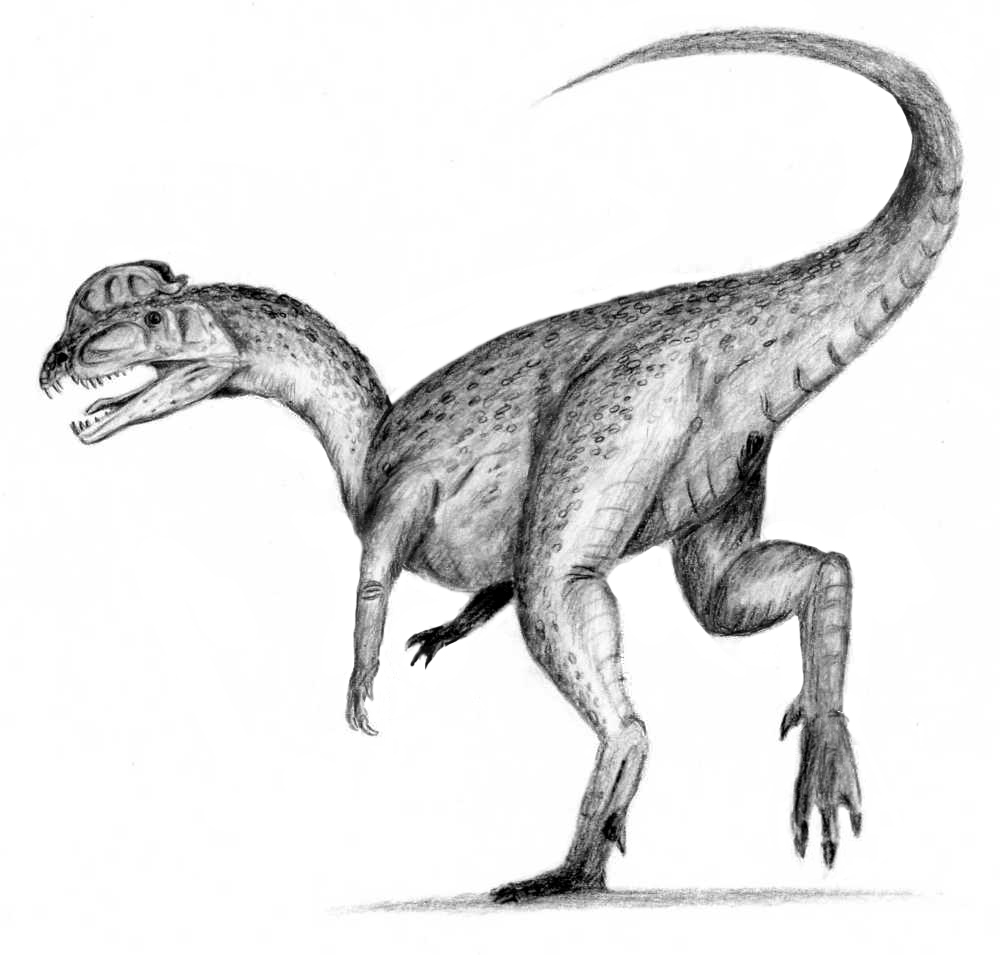
Dilofozaur

### Teropody
- Kriolofozaur – wczesny tetanur; Antarktyda
- Dilofozaur – celofyzoid; Junnan, Arizona
- Syntars – celofyzoidy RPA, Wielka Brytania, Juan, Arizona

### Ankylozaury
- Bienozaur – scelidozaur; Junnan
- Tatizaur – scelidozaur; Junnan
- Scelidozaur – Tyreofory Wielka Brytania USA

### Prozauropody
- Anchizaur – Zauropodomorfy Zauroposejdon
- Lufengozaur – Zauropodomorfy Zauroposejdon Chiny
- Masospondyl – Zauropodomorfy RPA Arizona USA

### Zauropody
- Barapazaur – Zauropodomorfy Zauroposejdon
- Wulkanodon – Prozauropody RPA

### brak podrzędów
- Lesotozaur – Ornitopody